# Bundestagswahlkreis Kleve
Der  Bundestagswahlkreis Kleve (Wahlkreis 111; bis zur Bundestagswahl 2021 Wahlkreis 112) liegt in Nordrhein-Westfalen und umfasst den Kreis Kleve. Von 1949 bis 1965 hieß der Wahlkreis Geldern – Kleve. Die CDU konnte bisher bei allen Bundestagswahlen das Direktmandat in diesem Wahlkreis gewinnen.

## Wahlkreisgeschichte
| Wahl      | Wahlkreisname      | Gebiet |
| --------- | ------------------ | --- |
| 1949      | 26 Geldern – Kleve | Kreis Geldern, Kreis Kleve |
| 1953–1961 | 85 Geldern – Kleve | Kreis Geldern, Kreis Kleve |
| 1965–1976 | 83 Kleve           | Kreis Kleve, Kreis Geldern, vom Kreis Moers die Gemeinden Alpen, Birten, Borth, Budberg, Büderich, Hamb, Labbeck, Marienbaum, Menzelen, Orsoy, Orsoy-Land, Rheinberg, Sonsbeck, Veen, Wardt und Xanten1) |
| 1980–1998 | 81 Kleve           | Kreis Kleve |
| 2002–2009 | 113 Kleve          | Kreis Kleve |
| 2013–2021 | 112 Kleve          | Kreis Kleve |
| 2025–     | 111 Kleve          | Kreis Kleve |

1) alle mit dem Gebietsstand vom 31. Dezember 1974

## Wahlkreisabgeordnete
| Wahl | Abgeordneter | Abgeordneter                 | Partei | Stimmen in % |
| ---- | ------------ | ---------------------------- | ------ | ------------ |
| 1949 |              | Martin Frey                  | CDU    | 60,0         |
| 1953 |              | Emil Solke                   | CDU    | 73,1         |
| 1957 | 75,6         | Emil Solke                   | CDU    |              |
| 1961 |              | Felix von Vittinghoff-Schell | CDU    | 70,6         |
| 1965 | 68,2         | Felix von Vittinghoff-Schell | CDU    |              |
| 1969 |              | Emil Solke                   | CDU    | 63,5         |
| 1972 | 58,7         | Emil Solke                   | CDU    |              |
| 1976 |              | Jochen van Aerssen           | CDU    | 60,3         |
| 1980 | 55,5         | Jochen van Aerssen           | CDU    |              |
| 1983 |              | Heinrich Seesing             | CDU    | 60,2         |
| 1987 | 55,2         | Heinrich Seesing             | CDU    |              |
| 1990 | 52,5         | Heinrich Seesing             | CDU    |              |
| 1994 |              | Ronald Pofalla               | CDU    | 50,9         |
| 1998 | 47,3         | Ronald Pofalla               | CDU    |              |
| 2002 | 46,1         | Ronald Pofalla               | CDU    |              |
| 2005 | 50,3         | Ronald Pofalla               | CDU    |              |
| 2009 | 48,9         | Ronald Pofalla               | CDU    |              |
| 2013 | 50,9         | Ronald Pofalla               | CDU    |              |
| 2017 |              | Stefan Rouenhoff             | CDU    | 45,0         |
| 2021 | 37,6         | Stefan Rouenhoff             | CDU    |              |
| 2025 | 41,2         | Stefan Rouenhoff             | CDU    |              |

## Wahlergebnisse

### Bundestagswahl 2025
| Kandidaten                                             | Kandidaten                    | Parteien/Listen       | Erststimmen | Erststimmen | Zweitstimmen | Zweitstimmen |
| Kandidaten                                             | Kandidaten                    | Parteien/Listen       | Stimmen     | %           | Stimmen      | %            |
| ------------------------------------------------------ | ----------------------------- | --------------------- | ----------- | ----------- | ------------ | ------------ |
|                                                        | Bodo Wißen                    | SPD                   | 39.191      | 21,6        | 34.003       | 18,8         |
|                                                        | Stefan Rouenhoffgewählt im WK | CDU                   | 74.631      | 41,2        | 66.214       | 36,5         |
|                                                        | Olaf Plotke                   | Bündnis 90/Die Grünen | 16.447      | 9,1         | 18.986       | 10,5         |
|                                                        | Daniel Rütter                 | FDP                   | 6.098       | 3,4         | 8.100        | 4,5          |
|                                                        | Sven Elbers                   | AfD                   | 28.974      | 16,0        | 29.096       | 16,0         |
|                                                        | Jolanda Douven                | Die Linke             | 10.755      | 5,9         | 11.625       | 6,4          |
|                                                        | Maciej Mateusz Klawczynski    | Freie Wähler          | 2.429       | 1,3         | 1.338        | 0,7          |
|                                                        | –                             | Tierschutzpartei      | –           | –           | 2.421        | 1,3          |
|                                                        | –                             | dieBasis              | –           | –           | 443          | 0,2          |
|                                                        | –                             | Die PARTEI            | –           | –           | 891          | 0,5          |
|                                                        | –                             | Todenhöfer            | –           | –           | 252          | 0,1          |
|                                                        | Fabian Josef Schuchert        | Volt                  | 2.499       | 1,4         | 1.146        | 0,6          |
|                                                        | –                             | MLPD                  | –           | –           | 32           | 0,0          |
|                                                        | –                             | PdF                   | –           | –           | 328          | 0,2          |
|                                                        | –                             | Bündnis Deutschland   | –           | –           | 213          | 0,1          |
|                                                        | –                             | BSW                   | –           | –           | 6.094        | 3,4          |
|                                                        | –                             | MERA25                | –           | –           | 43           | 0,0          |
|                                                        | –                             | WerteUnion            | –           | –           | 90           | 0,0          |
| Gesamt                                                 | Gesamt                        | Gesamt                | 181.024     | 100         | 181.315      | 100          |
|                                                        |                               |                       |             |             |              |              |
| Ungültige Stimmen                                      | Ungültige Stimmen             | Ungültige Stimmen     | 1.351       | 0,7         | 1.060        | 0,6          |
| Wähler                                                 | Wähler                        | Wähler                | 182.375     | 81,5        | 182.375      | 81,5         |
| Wahlberechtigte                                        | Wahlberechtigte               | Wahlberechtigte       | 223.650     |             | 223.650      |              |
|                                                        |                               |                       |             |             |              |              |
| Quellen: Die Bundeswahlleiterin, Kandidaten – Ergebnis |                               |                       |             |             |              |              |

### Bundestagswahl 2021
| Kandidaten                                            | Kandidaten                    | Parteien/Listen      | Erststimmen | Erststimmen | Zweitstimmen | Zweitstimmen |
| Kandidaten                                            | Kandidaten                    | Parteien/Listen      | Stimmen     | %           | Stimmen      | %            |
| ----------------------------------------------------- | ----------------------------- | -------------------- | ----------- | ----------- | ------------ | ------------ |
|                                                       | Stefan Rouenhoffgewählt im WK | CDU                  | 63.701      | 37,6        | 54.793       | 32,3         |
|                                                       | Bodo Wißen                    | SPD                  | 48.142      | 28,4        | 47.837       | 28,2         |
|                                                       | Georg Cluse                   | FDP                  | 14.821      | 8,7         | 19.542       | 11,5         |
|                                                       | Gerd Plorin                   | AfD                  | 9.788       | 5,8         | 9.632        | 5,7          |
|                                                       | Friederike Janitza            | GRÜNE                | 23.477      | 13,9        | 23.587       | 13,9         |
|                                                       | Norbert Hayduk                | DIE LINKE            | 4.235       | 2,5         | 4.728        | 2,8          |
|                                                       | –                             | Die PARTEI           | –           | –           | 1.438        | 0,8          |
|                                                       | –                             | Tierschutzpartei     | –           | –           | 2.386        | 1,4          |
|                                                       | –                             | PIRATEN              | –           | –           | 605          | 0,4          |
|                                                       | Hanneke Hellmann              | FREIE WÄHLER         | 3.409       | 2,0         | 1.488        | 0,9          |
|                                                       | –                             | NPD                  | –           | –           | 150          | 0,1          |
|                                                       | –                             | ÖDP                  | –           | –           | 115          | 0,1          |
|                                                       | –                             | V-Partei³            | –           | –           | 107          | 0,1          |
|                                                       | –                             | Gesundheitsforschung | –           | –           | 224          | 0,1          |
|                                                       | –                             | MLPD                 | –           | –           | 28           | 0,0          |
|                                                       | –                             | Die Humanisten       | –           | –           | 121          | 0,1          |
|                                                       | –                             | DKP                  | –           | –           | 17           | 0,0          |
|                                                       | –                             | SGP                  | –           | –           | 15           | 0,0          |
|                                                       | Andreas Reiß                  | dieBasis             | 1.892       | 1,1         | 1.628        | 1,0          |
|                                                       | –                             | Bündnis C            | –           | –           | 60           | 0,0          |
|                                                       | –                             | du.                  | –           | –           | 77           | 0,0          |
|                                                       | –                             | LIEBE                | –           | –           | 241          | 0,1          |
|                                                       | –                             | LKR                  | –           | –           | 28           | 0,0          |
|                                                       | –                             | PdF                  | –           | –           | 60           | 0,0          |
|                                                       | –                             | LfK                  | –           | –           | 167          | 0,1          |
|                                                       | –                             | Team Todenhöfer      | –           | –           | 297          | 0,2          |
|                                                       | –                             | Volt                 | –           | –           | 396          | 0,2          |
| Gesamt                                                | Gesamt                        | Gesamt               | 169.465     | 100         | 169.767      | 100          |
|                                                       |                               |                      |             |             |              |              |
| Ungültige Stimmen                                     | Ungültige Stimmen             | Ungültige Stimmen    | 1.628       | 1,0         | 1.326        | 0,8          |
| Wähler                                                | Wähler                        | Wähler               | 171.093     | 75,9        | 171.093      | 75,9         |
| Wahlberechtigte                                       | Wahlberechtigte               | Wahlberechtigte      | 225.463     |             | 225.463      |              |
|                                                       |                               |                      |             |             |              |              |
| Quellen: Die Bundeswahlleiterin, Kandidaten – Stimmen |                               |                      |             |             |              |              |

### Bundestagswahl 2017
| Kandidaten                                            | Kandidaten                    | Parteien/Listen      | Erststimmen | Erststimmen | Zweitstimmen | Zweitstimmen |
| Kandidaten                                            | Kandidaten                    | Parteien/Listen      | Stimmen     | %           | Stimmen      | %            |
| ----------------------------------------------------- | ----------------------------- | -------------------- | ----------- | ----------- | ------------ | ------------ |
|                                                       | Stefan Rouenhoffgewählt im WK | CDU                  | 75.375      | 45,0        | 69.700       | 41,6         |
|                                                       | Barbara Hendricks             | SPD                  | 51.197      | 30,6        | 39.316       | 23,5         |
|                                                       | Bruno Jöbkes                  | GRÜNE                | 8.230       | 4,9         | 10.098       | 6,0          |
|                                                       | Ferdinand Niemann             | DIE LINKE            | 7.096       | 4,2         | 9.366        | 5,6          |
|                                                       | Ralf Klapdor                  | FDP                  | 12.692      | 7,6         | 22.687       | 13,5         |
|                                                       | Gerd Plorin                   | AfD                  | 11.019      | 6,6         | 11.621       | 6,9          |
|                                                       | –                             | PIRATEN              | –           | –           | 560          | 0,3          |
|                                                       | –                             | NPD                  | –           | –           | 330          | 0,2          |
|                                                       | –                             | Die PARTEI           | –           | –           | 969          | 0,6          |
|                                                       | Stephan Heintze               | FREIE WÄHLER         | 1.606       | 1,0         | 614          | 0,4          |
|                                                       | –                             | Volksabstimmung      | –           | –           | 125          | 0,1          |
|                                                       | –                             | ÖDP                  | –           | –           | 157          | 0,1          |
|                                                       | –                             | MLPD                 | –           | –           | 63           | 0,0          |
|                                                       | –                             | SGP                  | –           | –           | 5            | 0,0          |
|                                                       | –                             | AD-DEMOKRATEN        | –           | –           | 56           | 0,0          |
|                                                       | –                             | BGE                  | –           | –           | 135          | 0,1          |
|                                                       | –                             | DiB                  | –           | –           | 165          | 0,1          |
|                                                       | –                             | DKP                  | –           | –           | 15           | 0,0          |
|                                                       | –                             | DM                   | –           | –           | 120          | 0,1          |
|                                                       | –                             | Die Humanisten       | –           | –           | 73           | 0,0          |
|                                                       | –                             | Gesundheitsforschung | –           | –           | 142          | 0,1          |
|                                                       | –                             | Tierschutzpartei     | –           | –           | 1.170        | 0,7          |
|                                                       | –                             | V-Partei³            | –           | –           | 171          | 0,1          |
|                                                       | Willi Bovenkerk               | Einzelbewerber       | 168         | 0,1         | –            | –            |
| Gesamt                                                | Gesamt                        | Gesamt               | 167.383     | 100         | 167.658      | 100          |
|                                                       |                               |                      |             |             |              |              |
| Ungültige Stimmen                                     | Ungültige Stimmen             | Ungültige Stimmen    | 1.674       | 1,0         | 1.399        | 0,8          |
| Wähler                                                | Wähler                        | Wähler               | 169.057     | 74,8        | 169.057      | 74,8         |
| Wahlberechtigte                                       | Wahlberechtigte               | Wahlberechtigte      | 226.096     |             | 226.096      |              |
|                                                       |                               |                      |             |             |              |              |
| Quellen: Die Bundeswahlleiterin, Kandidaten – Stimmen |                               |                      |             |             |              |              |

### Bundestagswahl 2013
| Kandidaten                                            | Kandidaten                  | Parteien/Listen   | Erststimmen | Erststimmen | Zweitstimmen | Zweitstimmen |
| Kandidaten                                            | Kandidaten                  | Parteien/Listen   | Stimmen     | %           | Stimmen      | %            |
| ----------------------------------------------------- | --------------------------- | ----------------- | ----------- | ----------- | ------------ | ------------ |
|                                                       | Ronald Pofallagewählt im WK | CDU               | 81.216      | 50,9        | 77.833       | 48,6         |
|                                                       | Barbara Hendricks           | SPD               | 52.778      | 33,1        | 43.253       | 27,0         |
|                                                       | Ralf Klapdor                | FDP               | 5.003       | 3,1         | 9.094        | 5,7          |
|                                                       | Bruno Jöbkes                | GRÜNE             | 9.220       | 5,8         | 9.856        | 6,2          |
|                                                       | –                           | DIE LINKE         | –           | –           | 7.322        | 4,6          |
|                                                       | Michael Peters              | PIRATEN           | 4.327       | 2,7         | 3.212        | 2,0          |
|                                                       | Viktor Schlak               | NPD               | 1.630       | 1,0         | 1.293        | 0,8          |
|                                                       | –                           | REP               | –           | –           | 115          | 0,1          |
|                                                       | –                           | Bündnis 21/RRP    | –           | –           | 94           | 0,1          |
|                                                       | –                           | Volksabstimmung   | –           | –           | 280          | 0,2          |
|                                                       | –                           | ÖDP               | –           | –           | 198          | 0,1          |
|                                                       | –                           | MLPD              | –           | –           | 31           | 0,0          |
|                                                       | –                           | BüSo              | –           | –           | 24           | 0,0          |
|                                                       | –                           | PSG               | –           | –           | 23           | 0,0          |
|                                                       | Gerd Günther Plorin         | AfD               | 5.316       | 3,3         | 6.300        | 3,9          |
|                                                       | –                           | BIG               | –           | –           | 47           | 0,0          |
|                                                       | –                           | pro Deutschland   | –           | –           | 306          | 0,2          |
|                                                       | –                           | DIE RECHTE        | –           | –           | 30           | 0,0          |
|                                                       | –                           | FREIE WÄHLER      | –           | –           | 234          | 0,1          |
|                                                       | –                           | Nichtwähler       | –           | –           | 137          | 0,1          |
|                                                       | –                           | PDV               | –           | –           | 101          | 0,1          |
|                                                       | –                           | Die PARTEI        | –           | –           | 377          | 0,2          |
| Gesamt                                                | Gesamt                      | Gesamt            | 159.490     | 100         | 160.160      | 100          |
|                                                       |                             |                   |             |             |              |              |
| Ungültige Stimmen                                     | Ungültige Stimmen           | Ungültige Stimmen | 2.383       | 1,5         | 1.713        | 1,1          |
| Wähler                                                | Wähler                      | Wähler            | 161.873     | 71,7        | 161.873      | 71,7         |
| Wahlberechtigte                                       | Wahlberechtigte             | Wahlberechtigte   | 225.823     |             | 225.823      |              |
|                                                       |                             |                   |             |             |              |              |
| Quellen: Die Bundeswahlleiterin, Kandidaten – Stimmen |                             |                   |             |             |              |              |

### Bundestagswahl 2009
| Kandidaten                                          | Kandidaten                  | Parteien/Listen      | Erststimmen | Erststimmen | Zweitstimmen | Zweitstimmen |
| Kandidaten                                          | Kandidaten                  | Parteien/Listen      | Stimmen     | %           | Stimmen      | %            |
| --------------------------------------------------- | --------------------------- | -------------------- | ----------- | ----------- | ------------ | ------------ |
|                                                     | Barbara Hendricks           | SPD                  | 46.290      | 29,6        | 36.810       | 23,5         |
|                                                     | Ronald Pofallagewählt im WK | CDU                  | 76.480      | 48,9        | 66.161       | 42,2         |
|                                                     | Paul Klemens Friedhoff      | FDP                  | 14.620      | 9,4         | 25.249       | 16,1         |
|                                                     | Bruno Jöbkes                | GRÜNE                | 10.148      | 6,5         | 12.355       | 7,9          |
|                                                     | Axel Gonder                 | DIE LINKE            | 8.787       | 5,6         | 9.566        | 6,1          |
|                                                     | –                           | NPD                  | –           | –           | 1.045        | 0,7          |
|                                                     | –                           | Die Tierschutzpartei | –           | –           | 974          | 0,6          |
|                                                     | –                           | FAMILIE              | –           | –           | 819          | 0,5          |
|                                                     | –                           | REP                  | –           | –           | 299          | 0,2          |
|                                                     | –                           | Volksabstimmung      | –           | –           | 115          | 0,1          |
|                                                     | –                           | MLPD                 | –           | –           | 25           | 0,0          |
|                                                     | –                           | PSG                  | –           | –           | 15           | 0,0          |
|                                                     | –                           | ZENTRUM              | –           | –           | 90           | 0,1          |
|                                                     | –                           | BüSo                 | –           | –           | 29           | 0,0          |
|                                                     | –                           | DVU                  | –           | –           | 95           | 0,1          |
|                                                     | –                           | ödp                  | –           | –           | 138          | 0,1          |
|                                                     | –                           | PIRATEN              | –           | –           | 2.277        | 1,5          |
|                                                     | –                           | RRP                  | –           | –           | 166          | 0,1          |
|                                                     | –                           | RENTNER              | –           | –           | 511          | 0,3          |
| Gesamt                                              | Gesamt                      | Gesamt               | 156.325     | 100         | 156.739      | 100          |
|                                                     |                             |                      |             |             |              |              |
| Ungültige Stimmen                                   | Ungültige Stimmen           | Ungültige Stimmen    | 2.128       | 1,3         | 1.714        | 1,1          |
| Wähler                                              | Wähler                      | Wähler               | 158.453     | 70,1        | 158.453      | 70,1         |
| Wahlberechtigte                                     | Wahlberechtigte             | Wahlberechtigte      | 226.029     |             | 226.029      |              |
|                                                     |                             |                      |             |             |              |              |
| Quellen: Der Bundeswahlleiter, Kandidaten – Stimmen |                             |                      |             |             |              |              |